# Charles Terres Weymann
Pour les articles homonymes, voir Weyman.
Charles Terres Weymann, né le 2 août 1889 à Port-au-Prince (Haïti) et mort en 1976 à Paris, est un pionnier de l'aviation reconverti après la Première Guerre mondiale dans la fabrication de carrosseries pour automobiles. Il mit notamment au point un système d'assemblage « souple » des châssis qui connut un grand succès dans les années 1920 et s'exporta dans le monde entier. Après le déclin de son entreprise dans les années 1930 et la Seconde Guerre mondiale, Weymann poursuivit son activité dans le milieu automobile, développant des équipements – il déposa ainsi en 1963 un brevet pour un embrayage automatique – mais sans retrouver le succès d'avant-guerre.

## Un pionnier de l'aviation
Charles Terres Weymann est né le 2 août 1889 à Port-au-Prince, d'un père américain et d'une mère haïtienne. Après des études en France, où réside une bonne partie de sa famille, il obtient le brevet de pilote de l’Aéro-Club de France le 6 juin 1910. L’Aero-Club of America lui attribua le brevet américain no 14 en date du même jour, ce qui lui permit de participer aux épreuves sportives en Europe comme pilote de nationalité américaine.
En septembre 1910, il effectue avec Manuel Fay une tentative pour remporter le Prix Michelin d'aviation qui consiste à relier Paris au sommet du Puy de Dôme en moins de 6h. À cause de la brume sur le parcours, les deux navigateurs s'égarent et dépassent le délai imparti lorsqu'ils retrouvent leur chemin à seulement 15 km de l'arrivée. Ils sont obligés d'atterrir dans le hameau d'Égaules. Cette expédition aérienne est un exploit, présenté comme tel par la presse spécialisée et mentionné dans la presse quotidienne.

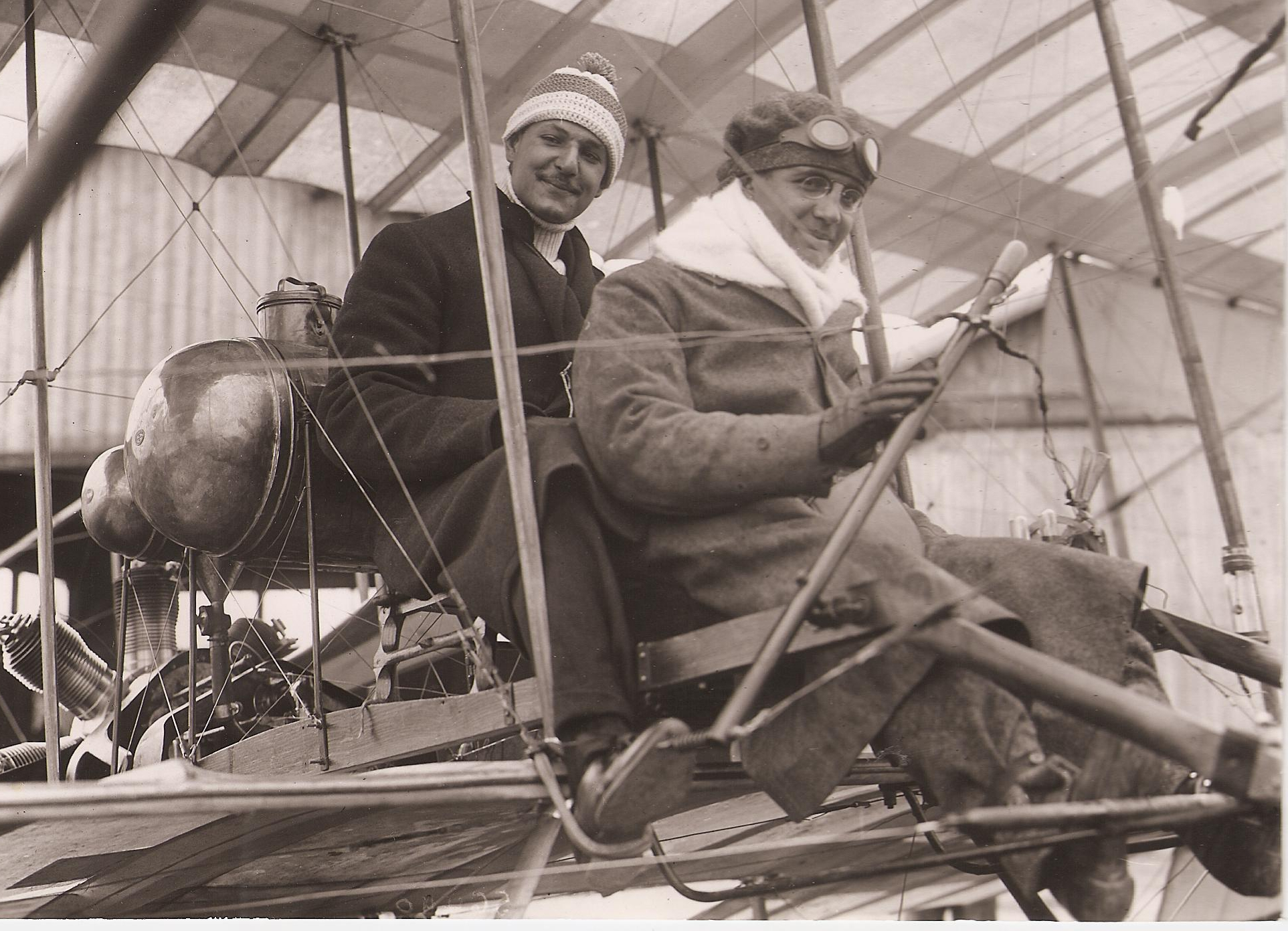
Weymann et Fay, avant leur tentative pour le prix Michelin, 1910

Le 17 janvier 1911, Weymann réalise un vol avec deux passagers à travers la campagne, à savoir: Van Gaver, membre de l’école Antoinette, et le chevalier Néri, volant ainsi de Mourmelon à Reims, avant de repartir vers l’aérodrome du champ de Châlons, soit un parcours de 60 km réalisé avec un biplan à moteur Gnome.
Le 22 janvier 1911, Weymann réalise un vol avec trois passagers: M. Boutmy, le chevalier Néri et Paul Van Gavers, un record pour l'époque. Avec son biplan militaire Farman, il a ainsi volé aller-retour de Mourmelon jusqu’à Reims.
Il remporta en 1911 la Coupe Gordon-Bennett à Eastchurch, en Grande-Bretagne et le Concours national d’avions militaires sur monoplan Nieuport en octobre 1911 à Reims ; Il fut par ailleurs pilote d’essais chez Nieuport de 1911 à la fin de la Première Guerre mondiale.

## Une carrière de carrossier
La guerre terminée, il s’inspira de ses connaissances aéronautiques pour imaginer un nouveau type de carrosserie automobile légère, reposant sur une armature en bois et des panneaux en toile et similicuir, fondant ainsi la société de carrosserie Weymann, à Paris. Face à la demande importante, Weymann accorda des licences à de nombreux constructeurs automobiles européens.
En 1923, il créa à Londres, en association avec la firme britannique Rotax, la Weymann Motor Body Co pour gérer la cession de licences sur le marché anglais. En 1925, Weymann acheta finalement la Cunard Co à Putney, dans le sud-ouest de Londres, et ouvrit ses propres ateliers en Grande-Bretagne. Par la suite, il loua à Indianapolis, aux États-Unis, l’ancienne usine Rubay/National et fonda en 1927 la Weymann American Body Co. 	
L’émergence de nouveaux types de carrosserie marqua la fin du succès des licences Weymann, et l'effondrement du marché automobile lié à la crise boursière de 1929 accéléra le déclin de l'entreprise. Les ateliers de Paris fermèrent en 1930, ceux d’Indianapolis en 1931. Weymann quitta sa firme en 1932 : l’usine de Londres choisit quant à elle de se reconvertir dans la production de carrosseries pour autobus.

## Retour au monde de l'aviation et fin de carrière
Après cet échec, Charles Weymann se concentra de nouveau sur sa passion première, l'aviation. Dès 1929, il avait créé, en collaboration avec l’ingénieur Georges Lepère, la Société des Avions Weymann-Lepère. L’entreprise produire une dizaine de prototypes, parmi lesquels un biplace de reconnaissance, des biplaces de tourisme ou encore une famille d'autogires biplaces de tourisme. Mais le succès n'est pas au rendez-vous et l'entreprise ferme en 1933.
Après la Seconde Guerre mondiale, Weymann se tourne de nouveau vers le milieu automobile. Il développe notamment des équipements, déposant par exemple en 1963 un brevet pour un système d'embrayage automatique. Finalement retiré des affaires, Charles Weymann meurt à Paris, en France, en septembre 1976.

## Sources
- (en) Cet article est partiellement ou en totalité issu de l’article de Wikipédia en anglais intitulé « Charles Terres Weymann » (voir la liste des auteurs).
- (en) Mark Theobald, Coachbuild.com, Weymann-American Body Co. - 1926-1932, 2004